# Canal de Gaboc
El canal de Gaboc (Gaboc Channel) es un brazo del mar situado  en el este de Filipinas entre la costa  de la provincia de Surigao del Norte y las islas adyacentes situadas al nordeste de la isla de Mindanao. Separa las provincias de Islas de Dinagat, al norte, de la de Surigao del Norte, al sur.

## Geografía
Separa las islas de Dinagat, al norte, de las de la de Aguasán, al oeste, y de Nonoc al sur, todas adyacentes a la de Mindanao en su extremo nordeste. Comunica el mar de Filipinas, Seno de Dinagat al este, hasta alcanzar en su extremo oeste el estrecho de Surigao, bahía de Aguasán.
El canal baña los  municipios de Ciudad de Surigao en la provincia de Surigao del Norte, barrios de Cantiasay y de Talisay; y de Cagdayánao, barrios de la Población, de Cabungaán, de Rubén Ecleo y de Tigbao, en la de Dinagat.
En su entrada este se encuentra la isla de Tagboabo, mientras que en su extremo oriental se encuentra Monte Gaboc (548 m s. n. m.).